# Норвежский камерный оркестр
Норвежский камерный оркестр (норв. Det Norske Kammerorkester) — камерный оркестр, базируется в Осло.
Создан в 1977 г. по инициативе скрипача и музыкального педагога Бьярне Фискума, на основе проведённой им в 1975 г. летней школы молодых музыкантов. Бессменным художественным руководителем оркестра является скрипач Терье Тённесен, в 1981—2001 гг. руководство с ним разделяла английская скрипачка Айона Браун, а с 2009 г. — нидерландская скрипачка Изабель ван Кёлен. Норвежский камерный оркестр тесно сотрудничает с пианистом Лейфом Ове Андснесом (с 2003 г. — главный приглашённый дирижёр).
Оркестр много выступает в Великобритании, включая участие в Би-Би-Си Промс (1991, 1994, 1997) и первый в истории концерт в Палате лордов британского парламента (1995), участвовал в Зальцбургском фестивале, гастролировал в других странах Европы, Азии и Америки. Постоянно коллектив принимает участие в Фестивале камерной музыки в Ставангере, в том числе с различными экспериментальными программами — в частности, на фестивале 2006 года Камерная симфония Дмитрия Шостаковича была исполнена в формате монтажа с поэмой Анны Ахматовой «Реквием». Среди музыкантов, выступавших с оркестром, — Мстислав Ростропович, Морис Андре, Джеймс Голуэй, Раду Лупу, Джошуа Белл, Стивен Иссерлис и др.
Среди записей оркестра — получившая международное признание запись трёх клавирных концертов Йозефа Гайдна с Лейфом Ове Андснесом. Внутри Норвегии оркестр пять раз был удостоен ежегодной национальной премии в области звукозаписи Spellemannprisen за лучшую запись академической музыки, а в 1988 г. получил эту же премию в абсолютной номинации («Запись года»).